# Правозастосування
Правозастосува́ння (або Застосува́ння пра́ва) — владна діяльність компетентних органів та посадових осіб з підготовки і прийняття індивідуального юридичного рішення в юридичній справі на основі юридичних фактів і конкретних правових норм.
Правозастосування є процесом підведення конкретного життєвого випадку під загальну правову норму й ухвалення з приводу цього спеціального акта (акта застосування норм права). У країнах романо-германських правових систем застосування правових норм, що містяться в законах і підзаконних нормативних актах, вважають основною формою реалізації права суддями та іншими посадовими особами держави.

## Ознаки правозастосування
Застосування права має наступні ознаки:
- здійснюється органами чи посадовими особами, які наділені функціями державної влади;
- має індивідуальний характер
- направлене на встановлення конкретних юридичних наслідків — суб'єктивних прав, обов'язків, відповідальності;
- реалізується в спеціально передбачених процесуальних формах;
- завершується винесенням індивідуального юридичного рішення.

## Необхідність застосування норм права виникає
- Коли передбачені юридичними нормами права і обов'язки виникають тільки після ухвалення владного рішення державного органу про наділення одних учасників правовідносин суб'єктивними юридичними правами і покладення на інших суб'єктивних юридичних обов'язків.
- Коли є спір про право і сторони самі не можуть виробити узгоджене рішення про наявність або міру суб'єктивних прав і юридичних обов'язків.
- У разі правопорушень.
- У разі необхідності офіційного встановлення наявності чи відсутності юридичних фактів або конкретних документів.
- У разі здійснення виконавчо-розпорядчої діяльності органів держави і органів місцевого самоврядування.
- При здійсненні державним органом, організацією, установою яких-небудь дій на користь конкретного громадянина або іншої особи.
- При вирішенні питань, про статуси об'єднань.
- При вирішенні організаційних питань.[2].

## У чому полягає правозастосування
- у наділенні одних учасників правовідносин суб'єктивними юридичними правами і покладенні на інших суб'єктивних юридичних обов'язків;
- у вирішенні спору про право — про наявність або міру суб'єктивних юридичних прав і суб'єктивних юридичних обов'язків;
- у визначенні міри юридичної відповідальності правопорушника.

## Форми правозастосовної діяльності

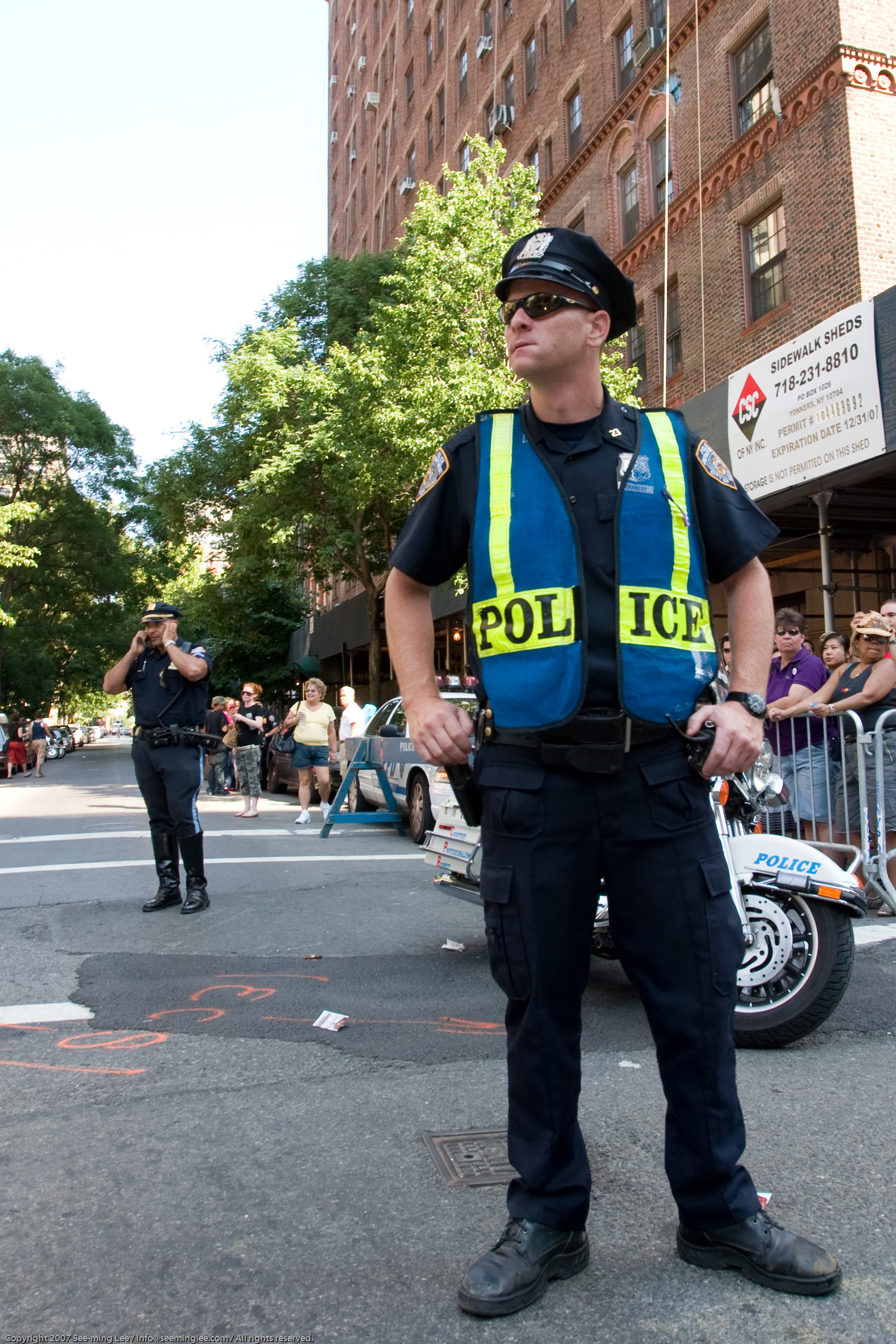
Поліцейський у США

- Оперативно-виконавча діяльність передбачає виконання приписів правових норм з метою позитивного результативного впливу на суспільні відносини (наприклад, реєстрація шлюбу і народження, видання наказу про зарахування на навчання). Її не слід плутати з оперативно-розшуковою діяльністю, яка є частиною правоохоронної діяльності.
- Правоохоронна діяльність є формою діяльності державних органів та деяких недержавних інститутів, спрямованою на охорону законності і правопорядку, захист прав і свобод людини, боротьбу зі злочинністю. Вона здійснюється органами прокуратури, органами внутрішніх справ, податковою міліцією, службою безпеки (наприклад, розслідування діянь, що містять ознаки злочину, нагляд за додержанням законів…).
- Правосуддя — це форма державної діяльності, яка полягає в розгляді і вирішенні судом віднесених до його компетенції цивільних, кримінальних та інших справ. Вона здійснюється тільки загальними і спеціалізованими судами.

## Стадії правозастосування
Застосування права — складний процес, що включає декілька стадій. Нижче вони подані на прикладі розслідування факту загибелі людини органами внутрішніх справ.
1. Установлення кола фактичних обставин.
Збір доказів. Установлення особи злочинця, часу, місця, способу вчинення злочину, мотивів тощо.
2. Юридична оцінка фактичних обставин — юридична кваліфікація.
Кваліфікація вчиненого злочину як умисного вбивства, або умисного тяжкого тілесного ушкодження, що спричинило смерть потерпілого, — залежно від обставин.
3. Винесення рішення в юридичній справі.
Складення обвинувального акта.

## Акт застосування права
Правозастосовний акт — індивідуально-конкретний, документ, що містить припис державно-владного характеру, винесений відповідним органом унаслідок вирішення юридичної справи, це підсумок застосування норм права. Це, до прикладу, вирок, рішення, ухвала, висновок тощо.
Елементи правозастосовного акта: вступна частина, констатуюча частина, мотивувальна частина, резолютивна частина.
Ознаки акта застосування норм права такі:
1. Приймається на основі нормативно-правового акта і спирається на певну норму права, тобто є законним і обґрунтованим.
2. Виходить від компетентних органів держави в особі їх посадових осіб і являє собою категоричне, офіційно-владне, обов'язкове для виконання веління, яке охороняється примусовою силою держави.
3. Адресується чітко визначеним суб'єктам, тобто є персоніфікованим, індивідуальним.
4. Поширює норму права на конкретну юридичну ситуацію (виключається поширення на подібні випадки), вичерпує себе одноразовим застосуванням, тобто розрахований на один раз.
5. Має певну, встановлену законом форму документа якщо це письмовий акт (а їх більшість). Містить чітко позначені реквізити, має сувору структуру.

Види правозастосовних актів:
- за суб'єктами видання — акти органів державної влади та органів управління, судові акти, акти контрольно-наглядових органів і громадських організацій;
- за способом організації суспільних відносин, які підлягають регулюванню, — регулятивні та правоохоронні;
- за формою зовнішнього виразу — усні, конклюдентні та письмові.
- за характером юридичних наслідків: правоконстатуючі, правовідновлюючі, правозмінюючі, правоприпиняючі;
- за формою зовнішнього виразу: акти-документи, акти-дії.

## Принципи (вимоги) правозастосування
Принципи правозастосування — це юридичні правила, за допомогою яких правозастосовчий орган втілює в життя принципи права.
Виділяють такі принципи правозастосування:
- Верховенство права — означає, що при вирішенні конкретної справи правозастосувач повинен діяти лише у рамках правового закону, керуючись основоположними принципами права, які конкретизовані у засадах відповідної галузі законодавства.

- Законність — означає, що при вирішенні конкретної справи правозастосувач повинен діяти відповідно до точного змісту норми права, яку він застосовує, у межах своєї компетенції, суворо дотримуватися процедури розгляду справи. При цьому правозастосовний орган повинен діяти за принципом — дозволено робити лише те, що передбачено в законі. За цим принципом ніхто не може бути покараним державою, крім як за вчинення діяння, визнаного протиправним законом, і що ніхто не може бути засудженим за порушення закону іншим чином, ніж на підставах та в порядку, встановленому законом.

- обґрунтованість — означає, що правозастосовчі акти повинні бути мотивованими. Значною мірою ця вимога збігається з вимогою законності. Наприклад, необґрунтоване порушення кримінальної справи одночасно є і порушенням законності. Але можна розглядати ці вимоги і як протилежні. Можна керуватися законністю формально, не враховуючи конкретні обставини, що призведе до негативних наслідків. Це свідчить про необхідність у кожному випадку керуватися двома вимогами одночасно. Законні дії правозастосувача передбачають передусім знання норм права, правильне їх тлумачення і точне дотримання, у той час як обґрунтовані рішення вимагають вивчення конкретних фактів, обставин. Уже тільки тому вимоги прийняття обґрунтованого правозастосовчого акта набувають самостійного значення;

- доцільність — це відповідне співвідношення між метою, яка міститься в нормі права, і діяльністю суб'єкта з реалізації цієї норми. Доцільність у праві — це відповідність діяльності органів і осіб у рамках закону конкретним умовам місця і часу, вибір оптимального шляху здійснення норми в конкретній життєвій ситуації. Норма права має загальний характер і не може передбачати всієї різноманітності конкретних випадків, але вона дає можливість виконавцю врахувати їх. Норма, як правило, передбачає межі вирішення справи за розсудом. Правозастосувач у рамках норми повинен обрати рішення, яке є найбільш правильним щодо цілі норми. Доцільність у застосуванні не має протиставлятися законності й обґрунтованості;

- справедливість — норми права, які ґрунтуються на справедливості, передбачають застосування рівної міри до юридично однакових дій людей. Але цього замало, необхідним постає врахування індивідуальності (особи, обставин і т. ін.). Реалізація цього відбувається на рівні правозастосування.